# Canelles (Sagàs)
Canelles és una masia del municipi de Sagàs (Berguedà) inclosa en l'Inventari del Patrimoni Arquitectònic de Catalunya. Canelles és una gran propietat que es remunta al segle xiv. Els documents del 1553 fan referència a Pere de Canelles com a gran propietari i prohom administrador d'aquestes terres, propietat de la Baronia de Portella, regentada per Pere Galzeran de Pinós i Fenollet. El cognom de Canelles es conservà fins al segle xvii. La llinda de la porta principal esmenta la data de 1757 i el nom de Lluís Armengol, cognom que es conserva en l'actualitat. La masia de Canelles s'esmenta ja al fogatge de 1553, com a masia del terme i parròquia de Sagàs, Merlès, Valleriola, Biure i de la Portella: «En… Canelles».
Masia de planta rectangular amb la façana principal orientada a tramuntana. Coberta a doble vessant i amb el carener paral·lel a la façana principal que evidencia l'evolució de la masia, amb annexió d'un cos a la part de ponent al segle xviii. D'aquesta mateixa època corresponen els porxos o eixides oberts a migdia. El conjunt dels diferents cossos de la casa delimita amb una lliça o era central a la casa. L'aspecte massís no s'ha perdut malgrat les successives ampliacions i l'obertura de finestrals i balcons, els més antics amb llindes de pedra i els més moderns (segle xix) amb maó.